# Game Ogre
Game Ogre (conocido como El Ogro en Latinoamérica) es el octavo episodio de la primera temporada de la serie de televisión estadounidense de drama/policial/fantasía Grimm. El episodio fue escrito por Cameron Litvack en conjunto con Thania St. John, y la dirección estuvo a cargo de Terrence O'Hara. El episodio se estrenó originalmente el 13 de enero del año 2012 por la cadena de televisión NBC. En América Latina el episodio debutó el 27 de febrero del mismo año por el canal Universal Channel.
En este episodio la vida de Hank corre peligro cuando un violento ex martillero comienza a asesinar a todos los involucrados en su encarcelamiento, lo que incluye al mejor amigo de Douglas. Luego Douglas lo mata fin de la historia.     

## Argumento
El respetado y estricto Juez Logan Patterson es asesinado de manera brutal por un criminal en su propia casa. La escena eventualmente termina siendo analizada por Wu, Hank y Nick. Cuando una huella digital es encontrada en el arma homicida, los detectives rastrean al dueño de la huella, Vincent Chilton, solo para terminar encontrándolo muerto y sin una mano. En la nueva escena es encontrado un reloj, el cual es llevado de inmediato con Monroe, quien gracias a su profesión consigue darles el nombre de la dueña Mary Robinson, quien eventualmente es encontrada muerta y con su lengua cortada en una balanza. Al ver el cuerpo, Hank se da cuenta de quien es el responsable de los asesinatos.     
Hank le cuenta a Nick y al Capitán Renard que el asesino es Oleg Stark, un peligroso hombre, que fue encarcelado por todas las personas encontradas muertas incluyendo a Hank, quien en ese entonces participó en el juicio que condenó a Oleg a ir a prisión. Poco después los tres se enteran de que el hombre posee una condición médica que le impide sentir el dolor y tiene huesos muy densos como para resistir toda clase de ataques. Al escuchar esto, el capitán Renard decide poner a Hank bajo custodia. Nick por su parte va al tráiler de la tía Marie para averiguar si Oleg es una criatura, pero al no encontrar nada en los libros, decide retirarse a su hogar.  
Al llegar a su hogar, Nick es atacado violentamente por Oleg, quien le pregunta al detective el paradero de su compañero. Nick hace todo lo posible por combatirlo, pero el hombre se transforma en una criatura frente a él y antes de poder matarlo, aparece Juliette, desviando la atención del asesino. La valiente veterinaria se las arregla para defenderse de Oleg, al arrojarle agua hirviendo, lo que incapacita a la monstruo y lo obliga a retirarse de inmediato.
Nick es hospitalizado y por primera vez comprende el significado de las advertencias de su tía Marie, cuando está le había pedido que se separara de Juliette debido a su condición como un Grimm. Cuando Hank contempla el estado de salud de su amigo, el detective aún en contra de los deseos del capitán Renard decide hacerse cargo de sus responsabilidades y enfrentarse a Oleg. Poco después Monroe aparece en el hospital para visitar a Nick, el último le describe al primero la apariencia y características de su atacante; provocando que Monroe se percate de que criatura es Oleg: un siegbarste, una especie de criatura ogro con gran resistencia sobrehumana los cuales suelen ser máquinas asesinas y casi nunca fallan. El blutbad también revela que existe una especie de veneno que es capaz de destruir al ogro desde adentro y que el verdadero reto es acercarse lo suficiente y aplicárselo al Siegbarste.
Dado que Hank está dispuesto a pelar contra Oleg en el lugar donde empezó el caso, Monroe lo sigue armado con una escopeta especial contra siegbarste y un poco del veneno que tomó del tráiler de la tía Marie. Y tras esperar el momento preciso para disparar, el blutbad consigue rescatar a Hank de una muerte segura. Unas horas después el capitán Renard le informa a Hank que la bala que atravesó a Oleg, tenía una edad de casi 1000 años y estaba diseñada para matar elefantes. Lo que deja a los dos policías preguntándose de que clase de hombre podría poseer un arma así.

## Elenco
- David Giuntoli como Nick Burkhardt.
- Russell Hornsby como Hank Griffin.
- Bitsie Tulloch como Juliette Silverton.
- Silas Weir Mitchell como Monroe.
- Sasha Roiz como el capitán Renard.
- Reggie Lee como el sargento Wu.

## Producción
El argumento del episodio y la frase al inicio del mismo fue inspirado por el cuento Las habichuelas mágicas, un relato alemán que no fue escrito por los hermanos Grimm.  
Este fue el primer episodio que reanudó la transmisión de la primera temporada en el 2012.

### Continuidad
- Este es el primer episodio en el que Monroe conoce sobre la existencia y visita el tráiler de la tía Marie.

## Recepción

### Audiencia
En su semana de estreno en los Estados Unidos, Game Ogre fue recibido con un total de 4.620.000 de espectadores.

### Crítica
Kevin McFarland de AV Club le dio al episodio una B- en una categoría de la A a la F. Comentando: "A diferencia de otros episodios más fuertes de Grimm que tuvieron un cuento de hadas y actualizo sus elementos fundamentales en la moderna Portland. En lugar de hacer que la historia funcione, al igual que algunos guionistas lo lograron con Barba Azul, Ricitos de oro y otros, Grimm solo tomo a un gigante que se ajusta muy bien a cualquier otra clase de show. Un convicto amargado en busca de los responsables de haberlo encarcelado- pueden encontrarlo en cualquier otro show- y lo poco que trabajaron los elementos sobrenaturales dan la impresión de que esta idea surgió de algún guion de la Ley y el Orden en vez de ser una nueva forma de contar la historia de Jack y las habichuelas mágicas.